# Marta Mónica Ponce
Marta Mónica Ponce ( 1954 – ) es una botánica y pteridóloga argentina. Desarrolla sus actividades académicas en el Instituto de Botánica Darwinion, San Isidro (Buenos Aires), del CONICET.

## Honores
Miembro de
- Sociedad Argentina de Botánica

## Publicaciones
- marta mónica Ponce, a.r. Smith. 1998. Sobre la presencia del género Marattia (Marattiaceae) en la Argentina. Darwiniana 35 (1-4): 179 - 182

- ------------------------. 1998. Citas nuevas en Thelypteris subg. Amauropelta (Thelypteridaceae, Pteridophyta) para la flora argentina. Darwiniana 35 ( 1-4 ): 177 - 178

- m.a. Morbelli, marta mónica Ponce. 1997. Palynological Study of Cheilanthes and Astrolepis (Pteridaceae) Species from Northwestern Argentina. Am. Fern Journal 87 ( 2 ): 51 - 65

- elías r. de la Sota, marta mónica Ponce, m. Morbelli, liliana a. Cassá de Pazos. 1987. Chromosome Numbers of Some Ferns from Argentina. American Fern Journal 77 ( 2 ): 66-68

### Capítulos de libros publicados
- elías r. de la Sota, marta mónica Ponce, m. Morbelli, liliana a. Cassá de Pazos. 1998. Pteridophyta. En: ed. Buenos Aires: Instituto Nacional de Tecnología Agropecuaria pp. 1-391

- La abreviatura «Ponce» se emplea para indicar a Marta Mónica Ponce como autoridad en la descripción y clasificación científica de los vegetales.[2]